# Franco Ressel
Franco Ressel (* 8. Februar 1925 in Neapel, Kampanien; † 30. April 1985 in Rom; eigentlich Domenico Orabona) war ein italienischer Schauspieler.

## Leben
Ressel begann seine Filmkarriere 1960 im Sandalenfilm Maciste in der Gewalt des Tyrannen. Der wandlungsfähige Schauspieler, der als Bösewicht ebenso wie in komödiantischen Rollen besetzt wurde, trat häufig in Italowestern und Kriminalfilmen auf. Hauptrollen erhielt er, der in den 1950er Jahren fast ausschließlich Bühnenarbeiten abgeliefert hatte, aufgrund seiner Physiognomie sehr selten. Recht spät, erst in den 1980er Jahren, arbeitete er auch für das Fernsehen. Seine Filmografie umfasst fast 130 Filme.

## Filmografie (Auswahl)
- 1961: Aladins Abenteuer (Le meraviglie di Aladino)
- 1961: Maciste in der Gewalt des Tyrannen (Maciste alla corte del Gran Khan)
- 1961: Trauen Sie Alfredo einen Mord zu? (L’assassino)
- 1964: Blutige Seide (Sei donne per l'assassino)
- 1965: Pistoleros (All'ombra di una colt)
- 1966: El Rocho – der Töter (El Rojo)
- 1966: Lanky Fellow – Der einsame Rächer (Per il gusto di uccidere)
- 1966: Orion-3000 – Raumfahrt des Grauens (Il pianeta errante)
- 1967: Dämonen aus dem All (La morte viene dal pianeta Aytin)
- 1967: Mit Django kam der Tod (L'uomo, l'orgoglio, la vendetta)
- 1968: Django, wo steht Dein Sarg? (T'ammazzo!… Raccomandati a Dio)
- 1968: Gangster sterben zweimal (Gangsters '70)
- 1968: Die gefürchteten Zwei (Il mercenario)
- 1968: Lucrezia Borgia – Die Tochter des Papstes
- 1969: Die nackte Bovary
- 1969: Sabata (Ehi amico… c'è Sabata, hai chiuso!)
- 1969: Zorro alla corte d’Inghilterra
- 1970: La Califfa
- 1970: Der Gefürchtete (Sartana nella valle degli avvoltoi)
- 1970: Sartana – noch warm und schon Sand drauf (Buon funerale, amigos… paga Sartana)
- 1971: Die Diamantenlady (Il diavolo a sette facce)
- 1971: Ein Hallelujah für Camposanto (Gli fumavano le colt… lo chiamavano Camposanto!)
- 1972: Fünf Klumpen Gold (Tutti fratelli nel West… per parte di padre)
- 1972: Vier Fäuste für ein Halleluja (…continuavano a chiamarlo Trinità)
- 1972: Die Söhne der Dreieinigkeit (I 2 figli dei Trinità)
- 1973: Little Kid und seine kesse Bande (Kid il monello del west)
- 1973: Sieben Tote in den Augen der Katze (La morte negli occhi del gatto)
- 1977: Bobby Deerfield (Bobby Deerfield)
- 1977: Der Mann aus Virginia (California)
- 1979: Rosen von Danzig (Le rose di Danzica) (Erst Kinofilm, dann als TV-Miniserie)
- 1981: Die Kartause von Parma (La certosa di Parma)
- 1981: Wettlauf nach Bombay (La nouvelle malle des Indes)
- 1983: Der Mann von Suez (L'homme de Suez)
- 1983: Fellinis Schiff der Träume (E la nave va)
- 1984: Wie du mir, so ich dir (A tu per tu)